# Россеттини, Лука
Лука Россеттини (итал. Luca Rossettini; род. 9 мая 1985, Падуя, Венеция) — итальянский футболист, центральный защитник. В настоящее время главный тренер женского клуба «Рома».

## Клубная карьера
Профессиональную карьеру начал летом 2004 года в «Падове». За 3 сезона Россеттини принял участие в 44 матчах и забил 3 гола.
28 августа 2007 года на основе совместного владения присоединился к «Сиене» за 1.2 миллиона €. В июне 2008 клуб выкупил Луку на постоянной основе, доплатив ещё 1.2 миллиона €.
21 июня 2012 года Россетини подписал контракт с «Кальяри» за 1.6 миллиона €.
23 июня 2015 Лука перешёл в «Болонью» за 2.5 миллиона €. Дебют за «красно-синих» состоялся 22 августа того же года в матче национального чемпионата против «Лацио».
16 августа 2016 Россеттини перешёл в «Торино» за 2 миллиона €. Дебют за «быков» состоялся через 5 дней в матче национального чемпионата против «Милана».
18 августа 2017 года Россеттини перешёл в «Дженоа». Сумма трансфера составила 2 млн евро, личный контракт футболиста подписан на три года. 20 августа Россеттини дебютировал за новый клуб в матче против «Сассуоло».
12 июля 2019 года подписал контракт с клубом «Лечче».
12 января 2021 года вернулся в «Падову». 11 августа он объявил о завершении карьеры футболиста и был назначен тренером в молодёжную команду «Падовы».

## Международная карьера
В ноябре 2014 года Россеттини получил свой первый вызов в национальную команду. Один раз сыграл за олимпийскую сборную Италии в феврале 2008 года в товарищеском матче против сборной Нидерландов.